# Fango (fiume)
Il Fango (in corso Fangu) è un piccolo fiume della Corsica. 

## Percorso
Il fiume scorre nel dipartimento della Corsica settentrionale. Questo fiume costiero nasce nel versante occidentale di Capo Tafonato, e prende la direzione nord-ovest che la mantiene per tutto il suo percorso. Percorre 22,6 km per poi gettarsi nel mar Mediterraneo poco a nord di Galeria.